# بطولة باوليستا 1996
بطولة باوليستا 1996 هو موسم من بطولة باوليستا. كان عدد الأندية المشاركة فيه 16، وفاز فيه نادي بالميراس.